# Бобринецький провулок (Київ)
Бобрине́цький прову́лок — провулок у Деснянському районі міста Києва, селище Биківня. Пролягає від Броварського проспекту до Бобринецької вулиці.
Прилучаються Моршинський провулок, Миргородська і Путивльська вулиці.

## Історія
Провулок виник у 1950-ті роки під назвою 818-та Нова вулиця. Сучасна назва — з 1953 року, на честь міста Бобринець (Кіровоградська область).